# Belton (Teksas)
Belton je grad u američkoj saveznoj državi Teksas. Prema popisu stanovništva iz 2010. u njemu je živjelo 18.216 stanovnika.